# 东华镇 (英德市)
东华镇是中华人民共和国广东省清远市英德市下辖的一个乡镇级行政单位。地处英德市东南部，东与横石水、桥头、白沙等镇相连；南部毗邻佛冈县；西与望埠、沙口接壤；北与翁源县、曲江区相接，总面积为538.4平方公里，人口达10万多人，是英德市第一大乡镇，下辖24个村民委员会、4个社区居民委员会和2个华侨茶场，634个村（居）民小组。
东华镇于2004年6月18日成立，由原大镇、鱼湾、黄陂、英华合并而成，是广东省168个重点发展的中心城镇之一。

## 交通
- 京珠高速公路

## 行政区划
东华镇下辖以下地区：
大镇社区、英华社区、鱼湾社区、黄华社区、光明村、重新村、九围村、雅堂村、双寨村、茶山村、同乐村、蒲岭村、塘下村、古滩村、金洞村、九郎村、大船顶村、牛岗岭村、鱼湾村、堂下村、汶潭村、文策村、宝洞村、黄陂村、东水村、东升村、文南村和文田村。

## 相关链接
东华镇信息网